# Thelymitra granitora
Thelymitra granitora är en orkidéart som beskrevs av David Lloyd Jones och Mark Alwin Clements. Thelymitra granitora ingår i släktet Thelymitra och familjen orkidéer. Inga underarter finns listade i Catalogue of Life.